# Kettentörl
Das Kettentörl ist ein 1864 m hoher Pass in den Seckauer Tauern.
Es wird unter anderem von zwei Österreichischen Weitwanderwegen, dem Zentralalpenweg und dem Eisenwurzenweg sowie von der Via Alpina, einem grenzüberschreitenden Fernwanderweg, überquert.